# Aleksander Sergejevič Menšikov
Knez Aleksander Sergejevič Menšikov (rusko Алекса́ндр Серге́евич Ме́ншиков), ruski knez, pomorski častnik, * 26. avgust 1787, Sankt Peterburg, Ruski imperij, † 2. maj 1869, Sankt Peterburg.
Bil je admiral Ruske imperialne mornarice in je med letoma 1836–1855 zasedal mesto ministra za vojno mornarico. Je pravnuk enega najožjih sodelavcev Petra Velikega Aleksandra Daniloviča Menšikova.
Carja Aleksandra I. je spremljal med pohodi proti Napoleonu. Njegov naslednik car Nikolaj I. ga je imenoval za ministra za vojno mornarico. Njegov slab vpliv na razvoj Ruske imperialne mornarice je ustavil njen tehnični napredek in bojno usposabljanje.
Po njem je bil poimenovan prvi finski parnik Furst Menschikoff.

### Navedki
1. ↑  Chisholm 1911.
2. ↑  Åbo Underrättelser - No 85 November 04, 1851 Arhivirano July 20, 2011, na Wayback Machine. (švedsko)